# Konståret 1998

## Händelser

### Februari
- 12 februari – Moderna museet på Skeppsholmen i Stockholm återinvigs.[1]

### April
- 20 april – Svensken Lars Nittve, chef för danska konstmuseet Louisiana, tackar ja till att bli chef för nya "Tate Gallery of Modern Art" i London med planerad invigning i maj 2000.[1]

### Juni
- 30 juni – Omdebatterade utställningen "Soft Core" på Historiska museet i Stockholm, med bilder på nakna pojkar, vandaliseras av 4-5 män i 20-årsåldern som lämnar ett flygblad undertecknat "Nationell Ungdom".[1]

### Augusti
- 30 augusti – En staty över svenske komikern Thor Modéen avtäcks i hans hemstad Kungsör.[1]

### September
- 19 september – Ecce Homo-utställningen, som visar Jesus bland homosexuella, har premiär i Uppsala domkyrka.[1]

### November
- 5 november – Prins Eugen-medaljen tilldelas Tommy Östmar, tecknare, Gustaf Rosenberg, arkitekt, Ingegerd Råman, glaskonstnär, Osmo Valtonen, finländsk konstnär, och Magnús Pálsson, isländsk konstnär.

### Okänt datum
- Chris Ofili tilldelades Turnerpriset.
- Ferry Radax är klar med Hundertwasser in Neuseeland (Hundertwasser i Nya Zeeland), sitt andra filmporträtt av Friedensreich Hundertwasser.
- Den internationella konstnärsgruppen Artmoney startas i Danmark.
- Tensta konsthall inleder sin verksamhet.
- Islands konsthögskola bildas genom en sammanslagning av en teater och konstskola.
- Carnegie Art Award instiftades av Carnegie Investment Bank

## Verk

### Byggnadsverk
- Efter tio års arbete står Friedensreich Hundertwassers utförande av den ekologiska vingården Quixote Winery klar i Napa Valley.
- 15 mars - Niki de Saint Phalles omfattande skulpturträdgård Giardino dei Tarocchi, inspirerad av tarotkortens arcana major, öppnar för allmänheten i Pescia Fiorentina i Toscana.

## Utställningar
- 1 november – Jackson Pollock på Museum of Modern Art.

## Födda
- okänt datum – Sreelakshmi Suresh, indisk webbdesigner.

## Avlidna
- 21 april – Egill Jacobsen (född 1910), dansk expressionistisk konstnär.
- 12 juni – Nils Renbjer (född 1913), skånsk konstnär.
- 29 juli – Gunnel Frisell-Hallström (född 1906), svensk konstnär
- 10 augusti – Åke Ragnar Wide, 76, svensk konstnär och grafiker.
- 13 augusti – Philip von Schantz (född 1928), svensk konstnär, målare och grafiker.
- 6 december – César, 77, fransk skulptör.
- 18 december – Walter Bengtsson (född 1927), svensk skulptör, målare och grafiker.
- 30 december
  - Joan Brossa, 79, katalansk poet, författare, dramatiker och konstnär.
  - Isamu Noguchi, 84, japansk-amerikansk konstnär, landskapsarkitekt och möbeldesigner.

### Fotnoter
1. 1 2 3 4 5   När Var Hur 1999. Forum